# Beaulard

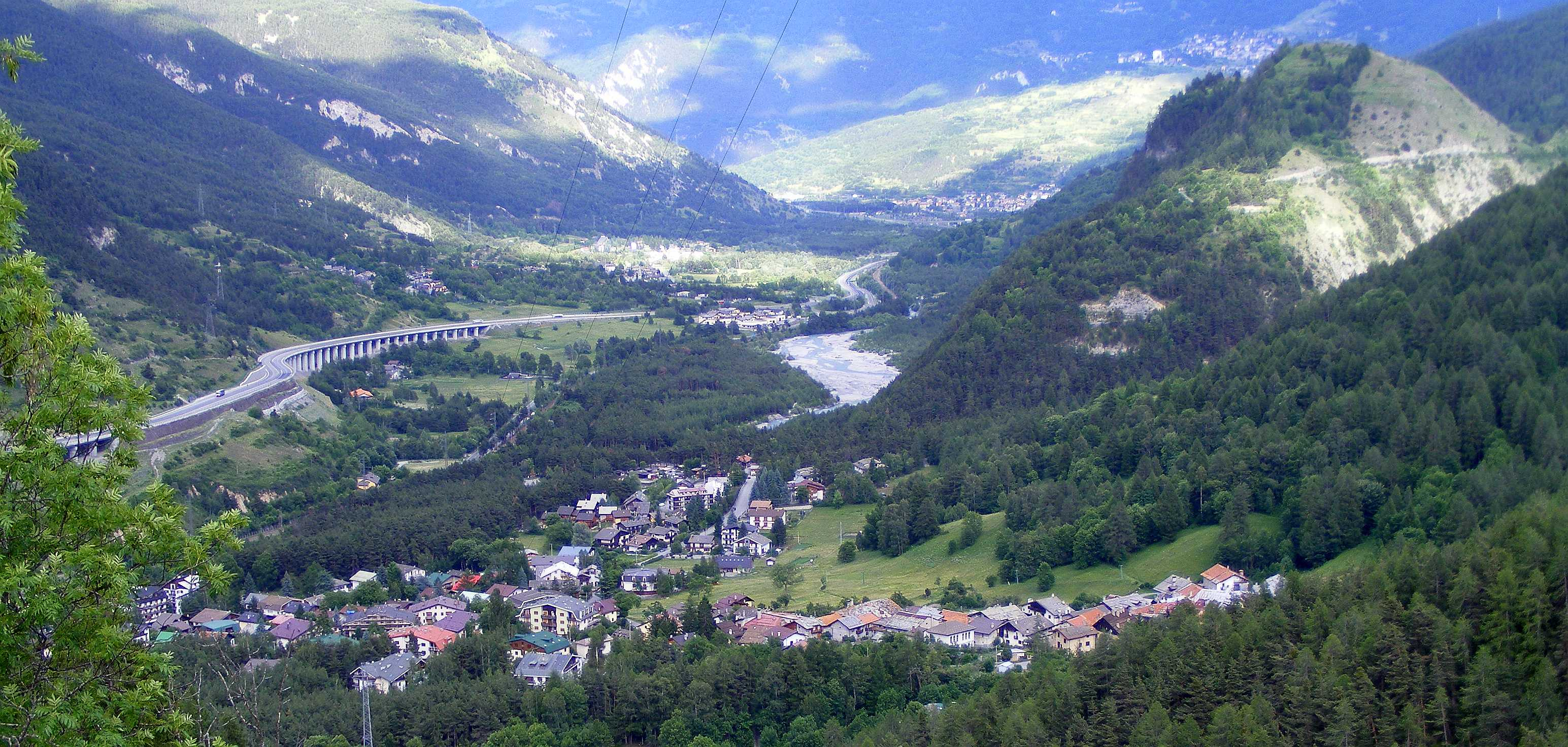
Panorama

Beaulard  (okzitanisch Bioulâ) ist ein Dorf im Susatal (Piemont, Italien), am Fuß der Grand'Hoche auf 1175 m s.l.m. Höhe an der Dora Riparia gelegen. Es gehört zur Gemeinde Oulx.
Die Pfarrei Beaulard ist urkundlich seit 1065 bezeugt, unter den vierzig Kirchen, die von Erzbischof Kunibert von Turin der Propstei San Lorenzo von Oulx übergeben wurden. Die spätromanische Pfarrkirche von Beaulard, San Michele Arcangelo, stammt in ihren Anfängen vom Beginn des 11. Jahrhunderts und wurde im 15. Jahrhundert und während der Barockzeit mit einigen baulichen Veränderung versehen. In der früheren Apsis, die seit 1493 als Eingang dient, enthält sie ein 1861 restauriertes Fresko vom Ausgang des 15. Jahrhunderts mit der Darstellung Jesu in der Mandorla umgeben von den Symbolen der vier Evangelisten und den zwölf Aposteln. Ein steinerner Taufbrunnen datiert von 1501.
Bis zur Eingemeindung in Oulx 1929 war Beaulard selbständige Kommune. Bis 1992 gab es einen kleinen aber sehr aktiven Liftverbund, der dank der Qualität des Schnees und der Pisten sehr beliebt war. Joseph Chalier, ein französischer Revolutionär, 1793 hingerichtet, wurde 1747 in Beaulard geboren.